# Phyllanthus leucanthus
Phyllanthus leucanthus är en emblikaväxtart som beskrevs av Ferdinand Albin Pax. Phyllanthus leucanthus ingår i släktet Phyllanthus och familjen emblikaväxter. Inga underarter finns listade i Catalogue of Life.